# Ernst Walz (Politiker, 1888)
Ernst Walz (* 14. Februar 1888 in Frankfurt am Main; † 5. Dezember 1966 in Heidelberg) war ein deutscher Jurist. Er war Vizepräsident des württemberg-badischen Verwaltungsgerichtshofs und nach dem Zweiten Weltkrieg auch kurz Oberbürgermeister von Heidelberg. Wegen seines namensgleichen Onkels Ernst Walz, der Vorgänger im Amt war, wird er manchmal auch „Ernst Walz II.“ genannt.

## Leben
Walz besuchte die Volksschule und das humanistische Gymnasium in Heidelberg und studierte bis 1910 Rechtswissenschaften in Paris, Heidelberg und München. Er leistete die erste juristische Staatsprüfung ab, absolvierte den Militärdienst und war im Ersten Weltkrieg Reserveoffizier. 1919 legte er in Karlsruhe die zweite Juristische Staatsprüfung ab und begann in der inneren Verwaltung Badens. Im Innenministerium wurde Walz Leiter der Abteilung für Verfassungsrecht, Verwaltungsorganisation, Kommunal- und Sparkassenaufsicht und 1932 zum Ministerialrat befördert. Wegen seiner Mutter, die Amerikanerin deutsch-jüdischer Abstammung war, wurde er 1935 in den Rechnungshof versetzt. 1937 musste er in den einstweiligen, 1942 in den endgültigen Ruhestand gehen.
Nach dem Zweiten Weltkrieg wurde Walz von Hermann Heimerich in die nur kurz existierende Provinzialregierung Mittelrhein-Saar berufen. Anschließend gehörte er der nordbadischen Regierung an, bis er am 18. September 1945 zum Heidelberger Oberbürgermeister ernannt wurde (bis 31. Mai 1946). In dieser Funktion gehörte er der Vorläufigen Volksvertretung für Württemberg-Baden an. 1946 wechselte er zur neu errichteten Außenstelle Karlsruhe des Verwaltungsgerichtshofs von Württemberg-Baden. Bis 1953 war er hier Vize- und Senatspräsident. Außerdem war ab 1949 Präsident des Dienststrafsenats Karlsruhe des württemberg-badischen Dienststrafhofs und 1950–52 Mitglied des Staatsgerichtshofs für Württemberg-Baden. Nach seiner Pensionierung wurde er von der baden-württembergischen Regierung in einen Verwaltungsreformausschuss berufen, den er von 1956 bis 1960 leitete.
1948 wurde Walz von der juristischen Fakultät der Universität Heidelberg mit der Ehrendoktorwürde ausgezeichnet, 1953 erhielt er das Große Verdienstkreuz des Verdienstordens der Bundesrepublik Deutschland.